# Auburn (Nebraska)
Auburn je grad u američkoj saveznoj državi Nebraska. Prema popisu stanovništva iz 2010. u njemu je živjelo 3,460 stanovnika.